# Dan suverenosti
Dan suverenosti je praznik v Republiki Sloveniji, s katerim 25. oktobra obeležujemo enega ključnih dogodkov v procesu osamosvojitve Slovenije, dan, ko je po osamosvojitveni vojni zadnji vojak Jugoslovanske ljudske armade zapustil slovensko ozemlje. Je državni praznik, vendar ne dela prost dan v Sloveniji.
Praznik je uvedla vlada Republike Slovenije 9. marca 2015, predlog je na pobudo Zveze veteranov vojne za Slovenijo in Veteranskega društva Sever vložil poslanec Stranke modernega centra.
Osrednji dogodek, ko je iz Luke Koper odplula ladja z zadnjimi vojaki, se je sicer zgodil v noči na 26. oktober 1991, tako da je obletnica včasih postavljena na 26. oktober. Mednarodnopravno gledano pa sta zadnji ladji, ki sta bili opolnoči še zasidrani, veljali za tuje ozemlje, saj sta pluli pod tujo zastavo, tako da so vsi vkrcani vojaki zapustili slovensko ozemlje že prej.